# 에방겔로스 다마스코스
에방겔로스 다마스코스(그리스어: Ευάγγελος Δαμάσκος)는 그리스의 육상 선수이다. 그는 아테네에서 열린 1896년 하계 올림픽에 참가했다.
다마스코스는 장대높이뛰기 종목에 참가했다. 2.60m를 뛰어서 그리스 팀동료인 요안니스 테오도로풀로스와 함께 공동 3위에 올랐다.